# 漢宮秋
『漢宮秋』（かんきゅうしゅう）は、元の馬致遠（ばちえん）による雑劇。前漢の王昭君と元帝を主題とする。
『元曲選』で一番初めに収録する戯曲で、正名は『破幽夢孤雁漢宮秋』。

## 概要
王昭君の話は『漢書』元帝紀・匈奴伝や『後漢書』南匈奴列伝に見え、後者では王昭君が美人であったために元帝が離したがらなかったことを伝えている。
似顔絵と賄賂の話が出てくるのは『西京雑記』と『世説新語』だが、そこでは元帝が王昭君に会うのは匈奴に送ることが決まった後である（『後漢書』も同じ）。『漢宮秋』では匈奴に送る前から元帝は王昭君に会っている。また毛延寿は『西京雑記』では絵の達人であるが、この戯曲では役人に変わっている。
王昭君の話は文学の題材としてしばしば現れ、一般に悲劇として扱われるが、『漢宮秋』では極端であり、王昭君が単于のもとに向かう途中で自殺するなど、悲劇性を強めるために史実を無視している。
なお、王昭君を「明妃」と呼ぶのは「昭君」の「昭」の字が司馬昭の諱であるために晋代に「明」に改字した結果生まれたものだが、『漢宮秋』では婕妤や昭儀と同様の称号として扱われている。

## 登場人物
- 呼韓邪単于 - 北の番国の単于。
- 漢元帝 - 漢の皇帝。
- 毛延寿 - 漢の中大夫。
- 王昭君 - 秭帰県の王長者の娘で、名は嬙。18歳。
- 五鹿充宗 - 漢の尚書令。
- 石顕 - 漢の常侍（宦官）。

## 構成
楔子（せっし、序）と4折（幕に相当）から構成され、全編を通じて元帝が歌う。

## あらすじ
楔子：呼韓邪単于は漢に公主を求める。いっぽう毛延寿は15歳以上20歳以下の娘から容貌のよいものを選んで後宮に入れることを元帝に勧める。元帝は候補者の絵を描いて送るように命ずる。
第1折：毛延寿は美人を選ぶにあたって候補者に金銀を要求する。王昭君の家は貧しくて毛延寿が要求した金百両を払わなかったため、毛延寿は王昭君の絵を汚す。しかし王昭君が弾く琵琶の音を元帝が聞きつけたために目通りがかなう。元帝は王昭君の美しさに驚き、昇殿して明妃とすることを約束する。
第2折：元帝が毛延寿を罰しようとしたため、毛延寿は番国に逃亡して王昭君の絵を単于に見せ、「王昭君は単于の妻になりたがっていたが、帝は許さなかった。自分は帝を説得しようとしたが、逆に殺されそうになったので逃げてきた」と嘘をつく。単于は王昭君の美貌を知って漢に王昭君を要求し、拒否すれば攻めこむと言う。元帝は五鹿充宗に説得され、やむなく王昭君をさしだすことにする。
第3折：元帝と王昭君は別れを悲しむ。王昭君が去った後も、五鹿充宗が止めるのもきかずに元帝は嘆き続ける。王昭君は北へ向かう途中、国境にあたる黒竜江に身投げして死ぬ。王昭君を迎えに来ていた単于は驚くがどうしようもなく、黒竜江岸の青冢に王昭君を葬る。
第4折：王昭君と別れた後、悲しみに沈む元帝は、逃げ帰ってきた王昭君の夢を見る。目がさめた後、雁の鳴き声を聞いて元帝は思い悩む。そこへ五鹿充宗がやってきて、単于が毛延寿を捕えて送ってきたこと、王昭君が死んだこと、単于が漢との和平を望んでいることなどを告げる。

## 翻訳
『漢宮秋』は、ジョン・フランシス・デイヴィスによって1829年に英訳された。ほかに多数の言語へ翻訳されている。日本では宮原民平によって最初に翻訳された。昭和にはいると塩谷温訳が出現した。